# Ruben Providence
Ruben Fritzner Providence (Lagny-sur-Marne, 7 luglio 2001) è un calciatore francese naturalizzato haitiano, attaccante dell'Almere City e della nazionale haitiana.

## Carriera

### Club
Nel 2019 si trasferisce alla Roma, che lo aggrega alla formazione Primavera. Nel 2021 viene ceduto in prestito al Club Bruges. Agli inizi del 2022, viene ceduto con la medesima formula all'Estoril Praia.
Nell'estate del 2022 viene prestato per una stagione agli austriaci dell'Hartberg. Il 2 ottobre 2022 ha debuttato con l'Hartberg nell'incontro perso per 3-2 contro l'Austria Klagenfurt. Al termine della stagione viene acquistato a titolo definitivo.

### Nazionale
Dopo avere giocato nell'under-20 della Francia, nel marzo 2025 viene convocato per la prima volta da Haiti, nazionale delle sue origini. Esordisce con gli haitiani il 22 del mese stesso nell'amichevole vinta in casa 3-0 contro l'Azerbaigian (3-0).

## Statistiche

### Presenze e reti nei club
Statistiche aggiornate al 24 settembre 2023.
| Stagione        | Squadra         | Campionato      | Campionato | Campionato | Coppe nazionali | Coppe nazionali | Coppe nazionali | Coppe continentali | Coppe continentali | Coppe continentali | Altre coppe | Altre coppe | Altre coppe | Totale | Totale | Totale |
| Stagione        | Squadra         | Comp            | Pres       | Reti       | Comp            | Pres            | Reti            | Comp               | Pres               | Reti               | Comp        | Pres        | Reti        | Pres   | Reti   |        |
| --------------- | --------------- | --------------- | ---------- | ---------- | --------------- | --------------- | --------------- | ------------------ | ------------------ | ------------------ | ----------- | ----------- | ----------- | ------ | ------ | ------ |
| 2022-2023       | Hartberg        | BL              | 21         | 6          | CA              | 0               | 0               |                    | -                  | -                  |             | -           | -           | 21     | 6      |        |
| 2023-2024       | Hartberg        | BL              | 6          | 0          | CA              | 1               | 0               |                    | -                  | -                  |             | -           | -           | 7      | 0      |        |
| Totale carriera | Totale carriera | Totale carriera | 27         | 6          |                 | 1               | 0               |                    | -                  | -                  |             | -           | -           | 28     | 6      |        |

### Cronologia presenze e reti in nazionale
| Cronologia completa delle presenze e delle reti in nazionale ― Haiti | Cronologia completa delle presenze e delle reti in nazionale ― Haiti | Cronologia completa delle presenze e delle reti in nazionale ― Haiti | Cronologia completa delle presenze e delle reti in nazionale ― Haiti | Cronologia completa delle presenze e delle reti in nazionale ― Haiti | Cronologia completa delle presenze e delle reti in nazionale ― Haiti | Cronologia completa delle presenze e delle reti in nazionale ― Haiti | Cronologia completa delle presenze e delle reti in nazionale ― Haiti |
| Data                                                                 | Città                                                                | In casa                                                              | Risultato                                                            | Ospiti                                                               | Competizione                                                         | Reti                                                                 | Note                                                                 |
| -------------------------------------------------------------------- | -------------------------------------------------------------------- | -------------------------------------------------------------------- | -------------------------------------------------------------------- | -------------------------------------------------------------------- | -------------------------------------------------------------------- | -------------------------------------------------------------------- | -------------------------------------------------------------------- |
| 22-3-2025                                                            | Sumqayıt                                                             | Azerbaigian                                                          | 0 – 3                                                                | Haiti                                                                | Amichevole                                                           | -                                                                    | 86’                                                                  |
| 7-6-2025                                                             | Oranjestad                                                           | Aruba                                                                | 0 – 5                                                                | Haiti                                                                | Qual. Mondiali 2026                                                  | 1                                                                    | 57’                                                                  |
| 15-6-2025                                                            | San Diego                                                            | Haiti                                                                | 0 – 1                                                                | Arabia Saudita                                                       | Gold Cup 2025 - 1º turno                                             | -                                                                    | 62’                                                                  |
| 19-6-2025                                                            | Houston                                                              | Trinidad e Tobago                                                    | 1 – 1                                                                | Haiti                                                                | Gold Cup 2025 - 1° turno                                             | -                                                                    | 71’                                                                  |
| 22-6-2025                                                            | Arlington                                                            | Stati Uniti                                                          | 2 – 1                                                                | Haiti                                                                | Gold Cup 2025 - 1° turno                                             | -                                                                    | 88’                                                                  |
| Totale                                                               |                                                                      | Presenze                                                             | 5                                                                    |                                                                      | Reti                                                                 | 1                                                                    |                                                                      |